# Pointe du Grand Cor
Pointe du Grand Cor är en bergstopp i Schweiz. Den ligger i distriktet Saint-Maurice och kantonen Valais, i den sydvästra delen av landet, 90 km söder om huvudstaden Bern. Toppen på Pointe du Grand Cor är 2 837 meter över havet.